# لامین، لشکر غرب
لامین (به لاتین: Lamin) یک منطقهٔ مسکونی در گامبیا است که در West Coast Division واقع شده‌است.